# Eleuthromyia inusitata
Eleuthromyia inusitata är en tvåvingeart som beskrevs av Henry Jonathan Reinhard 1964. Eleuthromyia inusitata ingår i släktet Eleuthromyia och familjen parasitflugor. Inga underarter finns listade i Catalogue of Life.